# Corregidor

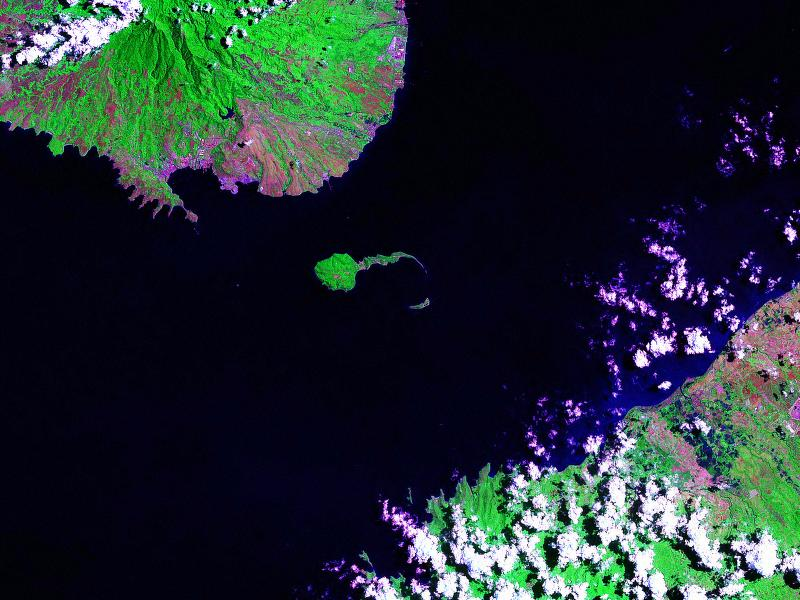
Corregidor, Bucht vor Manila

Ehemaliges Kino auf Corregidor

Geschützstellungen auf Corregidor

Corregidor ist eine Insel, die zu den Philippinen gehört.
Sie liegt am Eingang der Manila Bay, ca. 48 Kilometer westlich von Manila. Verwaltungsrechtlich gehört Corregidor jedoch zu Cavite City. Corregidor hat die Gestalt einer Kaulquappe, die Fläche der Insel beträgt etwa 9 km².

## Geschichte

### Spanische Zeit
Die Insel war wahrscheinlich schon vor der spanischen Herrschaft über die Philippinen von Fischern besiedelt. Zur Zeit der Spanier gab es eine Signalstation, die Feuer entzündete, um Manila über heimkehrende Schiffe zu unterrichten. 1795 wurde dann eine Marinestation auf der Insel aufgebaut, später gefolgt von einem Marinehospital. 1836 wurde ein Leuchtturm errichtet. Die Kleinstadt San Jose auf Corregidor bildete den Sitz der Regierung auf der Insel.

### US-amerikanische Zeit
Nach der Übernahme der Philippinen durch die USA (1898) wurde die Insel 1907 als Militärgebiet ausgewiesen und der dortige Army-Posten Fort Mills benannt. Auf Grund ihrer Lage sehr geeignet für die Verteidigung der Manila Bay wurde Corregidor ab 1909 mit Artillerie befestigt, Betonstellungen und Bunker wurden errichtet sowie ein Netz aus Straßen angelegt. 1912 war aus der Insel eine Militärbastion geworden. Auf Grund der felsigen Natur und der Befestigungen wurde Corregidor auch „The Rock“ genannt.
Während der japanischen Invasion, der Schlacht um die Philippinen ab Dezember 1941, war die Insel Hauptquartier der US-Marinestreitkräfte unter General Douglas MacArthur. Trotz Belagerungen von See und heftiger Bombardements konnte Corregidor lange standhalten und Bataan als letzte Rückzugsmöglichkeit der philippinischen und US-amerikanischen Streitkräfte entlasten.
General MacArthur wurde im März 1942 nach Australien abberufen. Auch nachdem Bataan am 9. April 1942 gefallen war, hielt die Festung auf der Insel noch 27 Tage stand. Ein am 5. Mai mit Luftunterstützung begonnener Angriff von 2000 Japanern führte am darauffolgenden Tag zur Kapitulation der Verteidiger. Während der japanischen Besetzung verblieben rund 300 japanische Soldaten und etwa 500 Kriegsgefangene auf der Insel.
Während der Rückeroberung der Philippinen durch die USA 1945 wurden die Kriegsgefangenen abtransportiert. Die US-Truppen sahen sich schließlich über 5000 Verteidigern auf Corregidor gegenüber, als sie die Insel am 15. Februar 1945 angriffen. Der Kampf um die Insel dauerte zwölf Tage und forderte knapp 900 Opfer auf amerikanischer Seite, auf japanischer kamen fast alle Verteidiger um.

## Heute
Heute ist Corregidor hauptsächlich ein historisches Denkmal. Mit den noch sichtbaren militärischen Anlagen wie dem Malinta-Tunnel, aber auch dem alten Leuchtturm und vielen Parks, ist Corregidor einer der größten Anziehungspunkte für Touristen auf den Philippinen.